# Batalla de Buxar
La batalla de Buxar o Baksar (octubre de 1764) fue una batalla significativa que se disputó entre fuerzas inglesas bajo el mando de la Compañía Británica de las Indias Orientales por un lado, y los ejércitos coligados de Mir Kasim, el nabab de Bengala; Suja-ud-Daula, el nabab de Oudh; y Shah Alam II, el emperador mogol. La batalla se disputó en Buxar, una ciudad (actualmente en el estado de Bihar, India) ubicada en la orilla del río Ganges, fue una batalla decisiva que ganaron las fuerzas inglesas. 
A pesar de las cuantiosas pérdidas humanas (del lado británico se ha calculado en más de 8.000 hombres), como resultado de la batalla la compañía impuso su derecho de administración y recaudación de impuestos en amplias áreas que actualmente forman parte de los estados indios de Bengala Occidental, Bihar, Jharkhand, y Uttar Pradesh, así como de Bangladés. La batalla de Buxar anunció el establecimiento del gobierno de la Compañía de las Indias Orientales en la parte oriental del subcontinente indio.
Así como la batalla de Plassey de 1757 aseguró un punto de apoyo para la penetración de la Compañía en las Indias, la batalla de Buxar hizo de ella la fuerza dominante en la India. 

## Batalla
Las tropas británicas que participan en el combate son enumeradas en 7072 hombres que comprenden 857 británicos, 5.297 indios cipayos y 918 soldados de caballería india . Los números del Ejército de la Alianza se estimaron en más de 40.000. Por otras fuentes, el ejército combinado de los mogoles, Awadh y Mir Qasim que consta de 40.000 hombres fueron derrotados por el ejército británico formado por 10 000 hombres.
El campamento Mogol estaba dividido internamente debido a una disputa entre el emperador mogol Shah Alam II y Shuja-ud-Daula el Nawab de Awadh ; Mir Qasim estaba reacio a comprometerse frente a los británico. La falta de coordinación básica entre los tres aliados desesperados era responsable de su debacle decisivo.
Mirza Najaf Khan mandó el flanco derecho del ejército imperial y fue el primero en hacer avanzar sus fuerzas contra la previsión de Hector Munro al amanecer, las líneas británicas formaron rápidamente dentro de veinte minutos y revirtieron el avance de los mogoles . De acuerdo con los británicos, las caballería Durrani y Rohilla también estuvieron presentes y lucharon durante la batalla en varias escaramuzas. Pero al mediodía la batalla había terminado y Shuja-ud-Daula explotó grandes carretas y tres revistas masivas de pólvora. Dejando 6000 leales al Emperador Mogol y 133 piezas de artillería en el campo de batalla.
Héctor Monroe dividió su ejército en varias columnas y particularmente perseguio al Gran Visir mogol Shuja-ud-Daula el Nawab de Awadh , que respondió por la voladura de su barco-puente después de cruzar el río, por lo tanto decidió abandonar al emperador mogol Shah Alam II y a los miembros de su propio regimiento. Mir Qasim también huyó con sus 3 millones de rupias por valor de piedras preciosas y más tarde incluso se suicidaron. Mirza Najaf Khan reorganizó las formaciones alrededor de Shah Alam II , quien se retiró y luego optó por negociar con la victoria británica.
Las pérdidas británicas se dice que fueron de 1.847 muertos y heridos, mientras que los tres aliados indios representaron 2.000 muertos; muchos más resultaron heridos. Los vencedores capturado 133 piezas de artillería, 6.000 mogoles y más de 1 millón de rupias de dinero en efectivo. Inmediatamente después de la batalla Hector Monroe decidió ayudar en gran medida a los Marathas , que se describe como una "raza guerrera", bien conocido por su odio implacable y firme hacia el Imperio Mogol y sus Nawabs y el Sultanato de Mysore.

## Referencia (parcial)
- Vázquez, E., Aguilera, C., y Olmeda, C., “Diccionario Histórico y Artístico” en La expansión de Gran Bretaña, Sarpe, 1985. ISBN 84-7291-890-4